# Michael Landon Jr.
Michael Graham Landon Jr. (ur. 20 czerwca 1964 w Encino) – amerykański reżyser, scenarzysta, producent i aktor.

## Życiorys
Urodził się w Encino, w stanie Kalifornia jako syn Marjorie Lynn Noe i aktora Michaela Landona. Jest bratem Christophera B. Landona, Leslie Landon, Shawny Landon i przyrodnim bratem Cheryl Lynn Landon (z pierwszego małżeństwa matki) i Jennifer Landon (z trzeciego małżeństwa ojca) i Seana Landona (z trzeciego małżeństwa ojca. Jego dziadek ze strony ojca był Żydem, podczas gdy jego babka ze strony ojca była katoliczką.
Landon nawrócił się na chrześcijaństwo w wieku 18 lat.
19 grudnia 1987 ożenił się z Sharee Gregory. Mają troje dzieci: córki – Ashley i Brittany oraz syna Austina. 

## Filmografia
- 2007 – Ostatni zjadacz grzechu – reżyseria, scenariusz, produkcja
- 2007 – Love's Unfolding Dream – scenariusz
- 2006 – Miłości wieczna radość – reżyseria, scenariusz
- 2005 – Miłość, wędrówka bez kresu – reżyseria, scenariusz
- 2004 – Obietnica miłości – reżyseria, scenariusz, produkcja
- 2003 – Miłość przychodzi powoli – reżyseria, scenariusz, produkcja
- 1999 – Michael Landon, the Father I Knew – reżyseria, scenariusz
- 1995 – Bonanza : Pod atakiem – aktor
- 1993 – Bonanza : Powrót – scenariusz, aktor
- 1993 – Back to Bonanza – aktor (Gospodarz)
- 1991 – Michael Landon : Radosne wspomnienia – reżyseria, aktor (Gospodarz)
- 1988 – Superboy – aktor (występ gościnny)
- 1988 – Bonanza : Nowe pokolenie – aktor
- 1977 – Domek na prerii – aktor (występ gościnny)